# Seznam slovaških pevcev resne glasbe
Seznam slovaških pevcev resne glasbe.

## B
- Janko Babjak
- Štefan Babjak
- Gabriela Beňačková-Čápová
- Jozef Benci
- Pavol Bršlík

## F
- Jolana Fogašová

## G
- Edita Gruberová (1946‒2021)

## H
- Magdaléna Hajóssyová
- Štefan Hoza
- Franjo Hvastja

## J
- Patricia Janečková
- Dalibor Jenis

## K
- Mária Kišonová-Hubová
- Štefan Kocán

## L
- Ľudovít Ludha

## M
- Štefan Margita
- Peter Mikuláš

## P
- Lucia Popp